# 16513 Vasks
16513 Vasks là một tiểu hành tinh vành đai chính với chu kỳ quỹ đạo là 1523.0160727 ngày (4.17 năm).
Nó được phát hiện ngày 15 tháng 11 năm 1990.